# Phong Nha – Kẻ Bàng
El Parc Nacional de Phong Nha – Kẻ Bàng (en vietnamita Vườn quốc gia Phong Nha – Kẻ Bàng) és un parc nacional del Vietnam situat a la Província de Quảng Bình, a uns 500 km al sud d'Hanoi, a la regió de Bắc Trung Bộ, o costa Central del Nord. Phong Nha – Kẻ Bàng fou declarat Patrimoni de la Humanitat per la UNESCO el 2003 i és una de les destinacions turístiques més populars del Vietnam.
Els límits del parc són la reserva natural d'Hin Namn a la província de Khammouan, Laos per l'oest, a 42 km a l'est del mar de la Xina meridional. El Parc Nacional de Phong Nha-Ke Bang és situat en una zona de pedra calcària de 2.000 km² en territori vietnamita i les fronteres d'una altra zona de pedra calcària de 2.000 km² d'Hin Namn en territori de Laos. La zona central d'aquest parc nacional abasta 857,54 km² i una zona d'esmorteïment de 1.954 km². El parc va ser creat per protegir una de les dues regions del món més gran de karst, amb 300 coves i grutes, i també protegeix l'ecosistema dels boscos de pedra calcària de la Rang Annamita, regió a la costa Centrenord del Vietnam.
La zona de Phong Nha-Ke Bang és coneguda pels seus sistemes de coves i grutes, ja que es compon de 300 coves i grutes, amb una longitud total d'uns 70 km, dels quals només 20 km han estat estudiats per científics britànics i vietnamites, 17 d'elles estan situades a la zona de Phong Nha i tres a la zona de Ke Bang. La longitud total de les coves i grutes és de 126 km, abans del descobriment de la cova de Son Doong, a Phong Nha s'han aconseguit diversos rècords mundials de coves, ja que té el riu més llarg de subterrani, així com les cavernes i passadissos més grans.
El parc deu el seu nom a la cova de Phong Nha, la més bella de totes, amb moltes fascinants formacions rocoses i boscos Ke Bang.
L'altiplà on és situat el parc és probablement un dels exemples més fins i distintius d'una complexa geomorfologia càrstica al sud-est asiàtic.
L'abril de 2009, la major cova del món, Son Doong, va ser descoberta per un equip d'exploradors britànics, la British Caving Association.

## Galeria

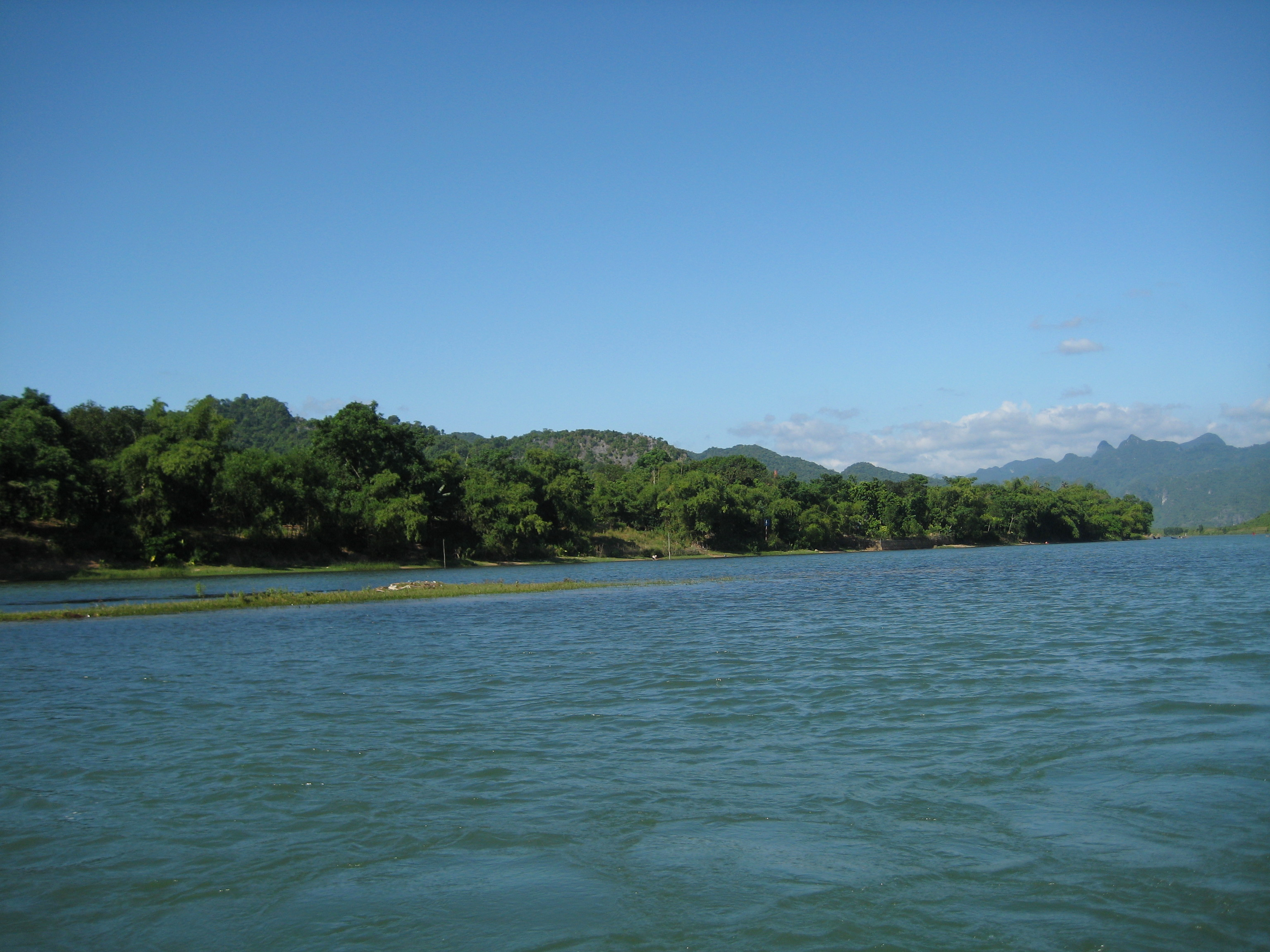
Phong Nha-Ke Bang
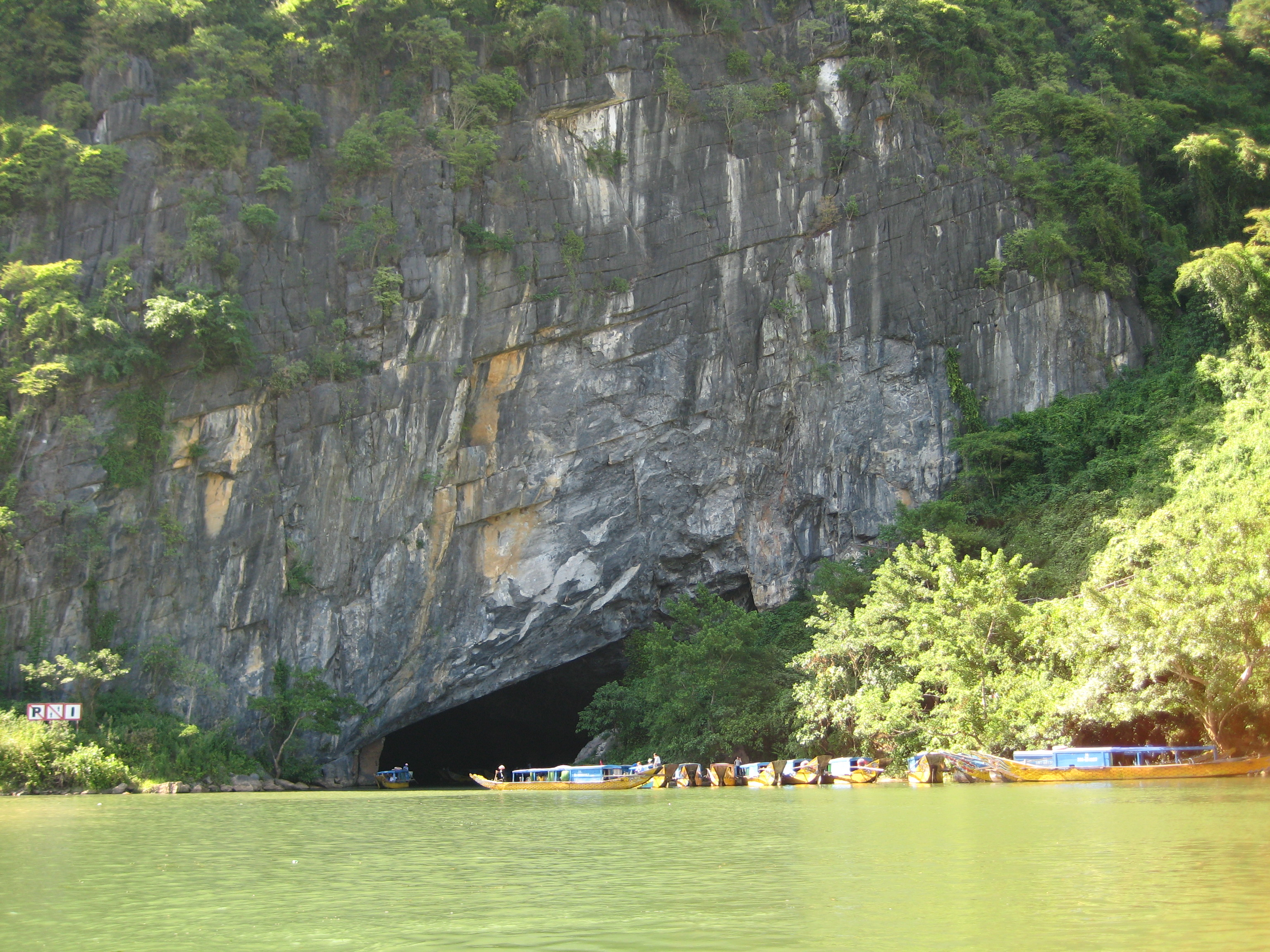
Phong Nha
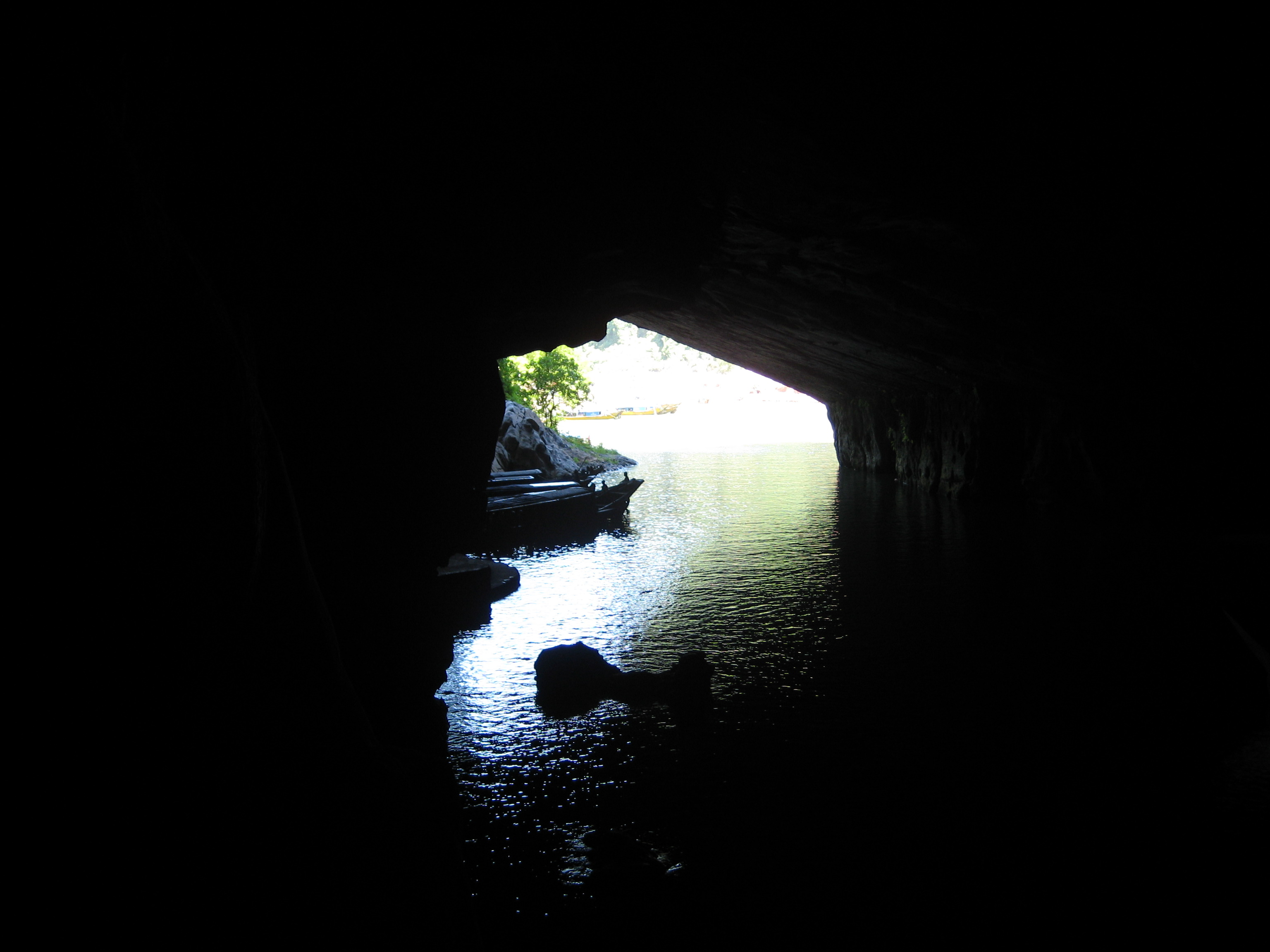
Phong Nha
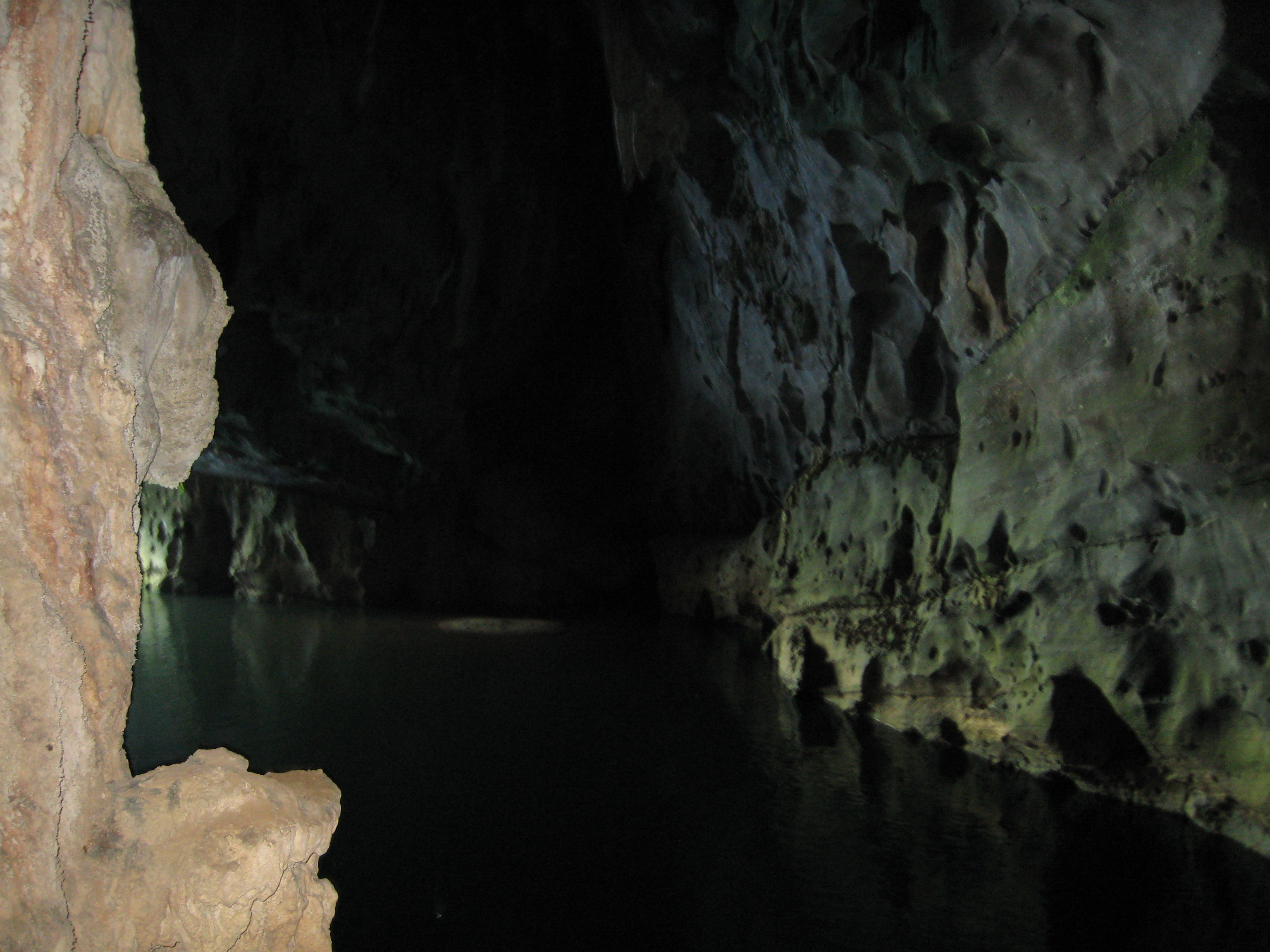
Phong Nha-Ke Bang
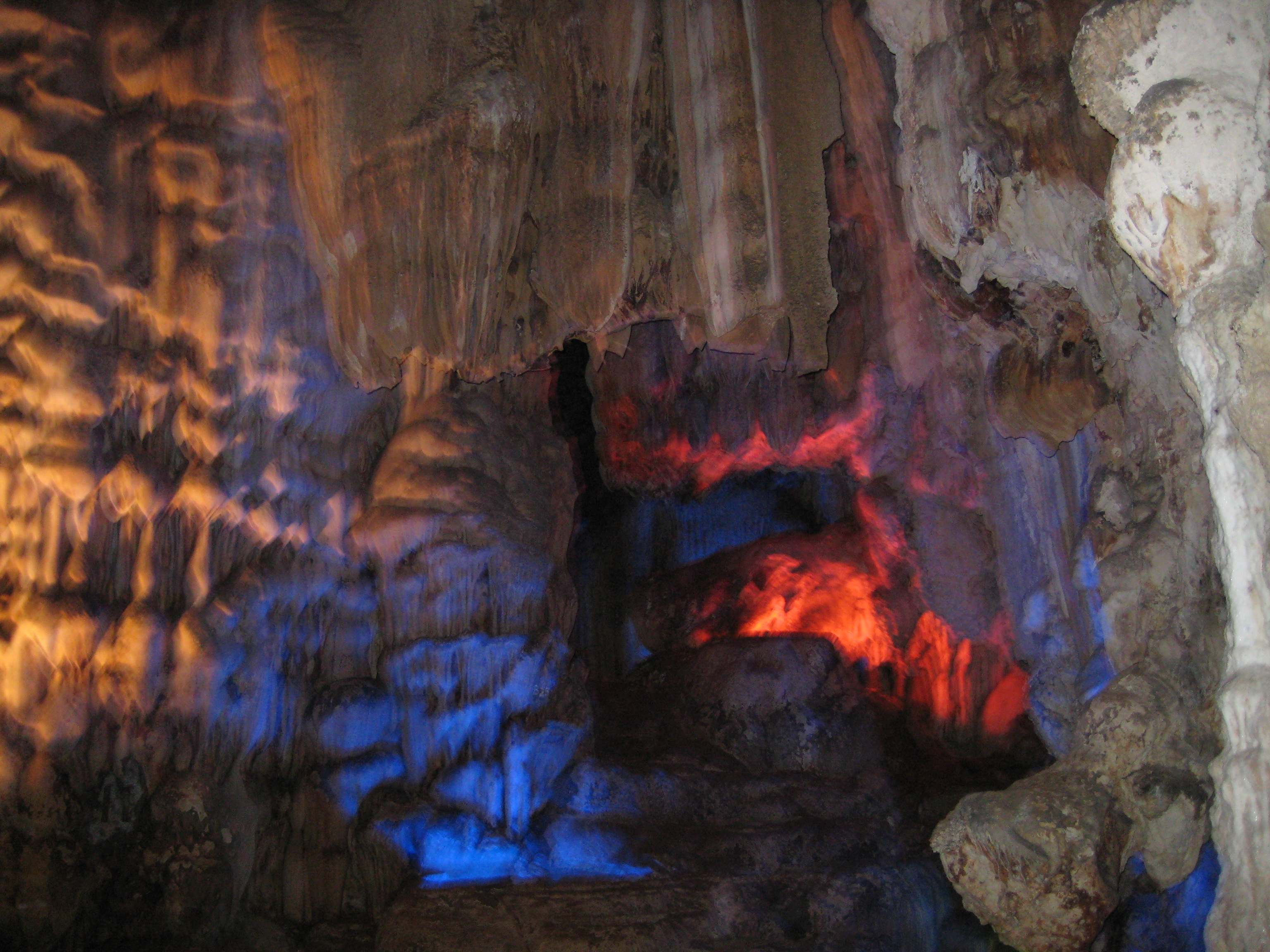
Phong Nha
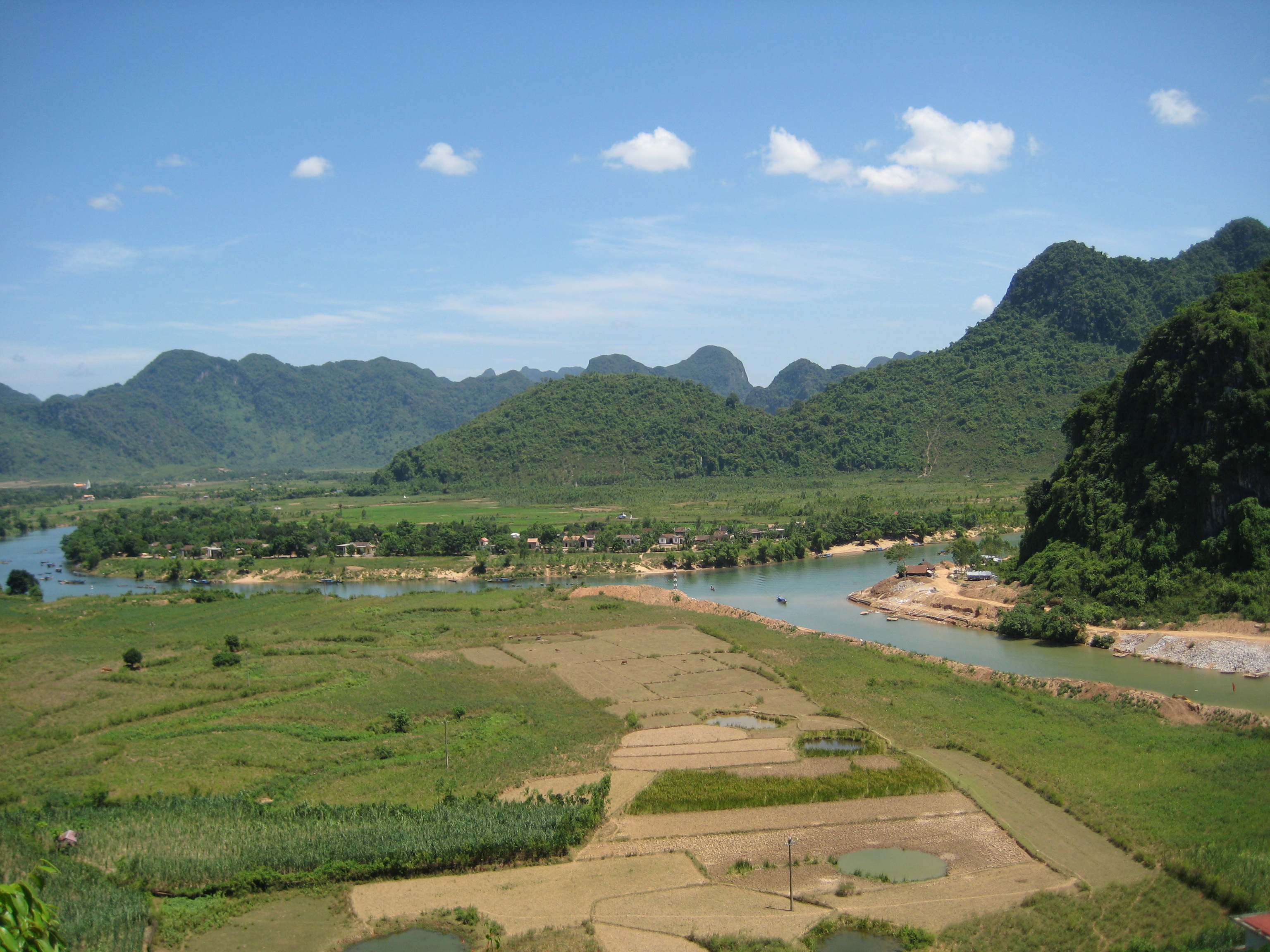
Phong Nha-Ke Bang
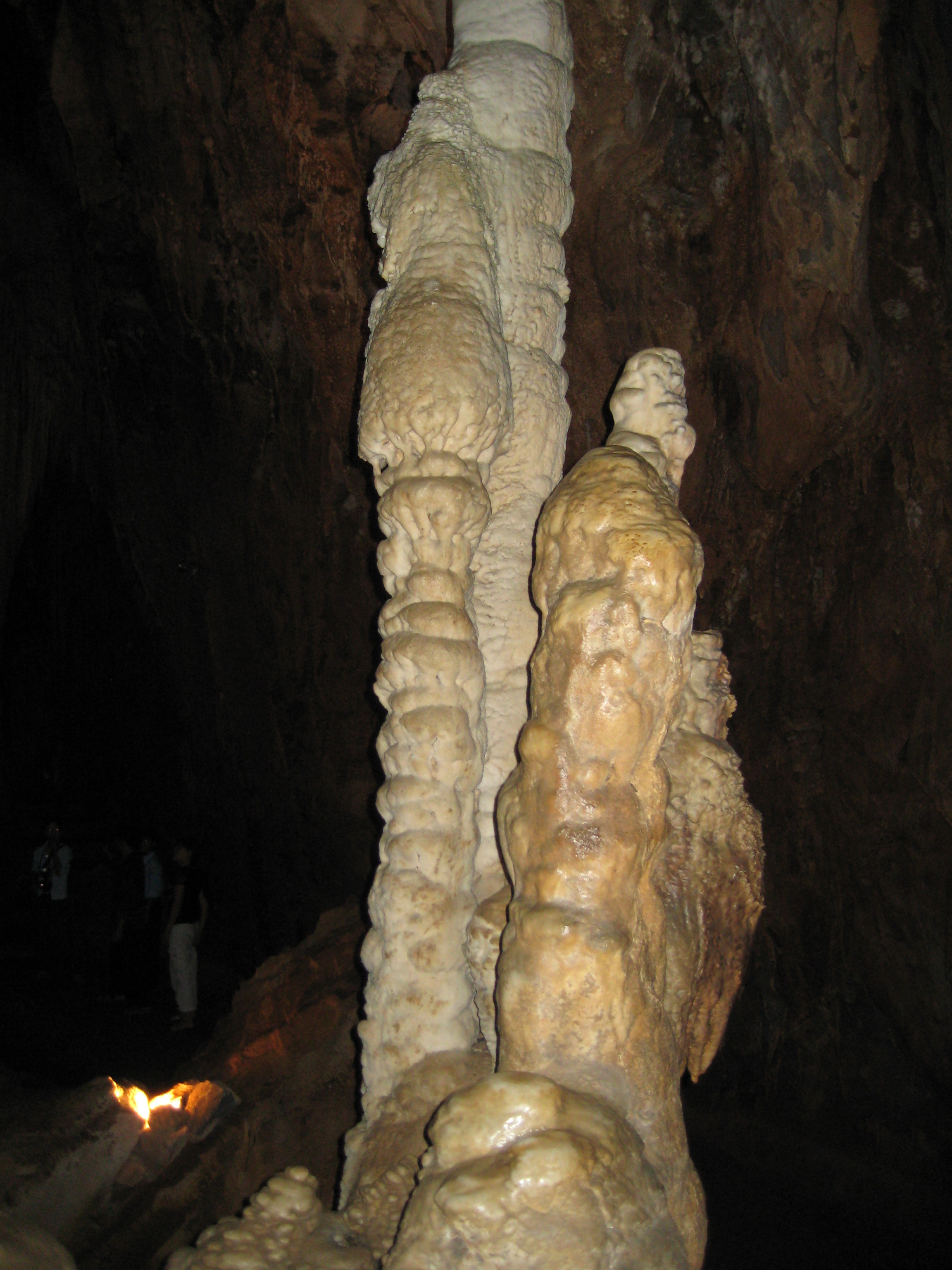
Phong Nha-Ke Bang
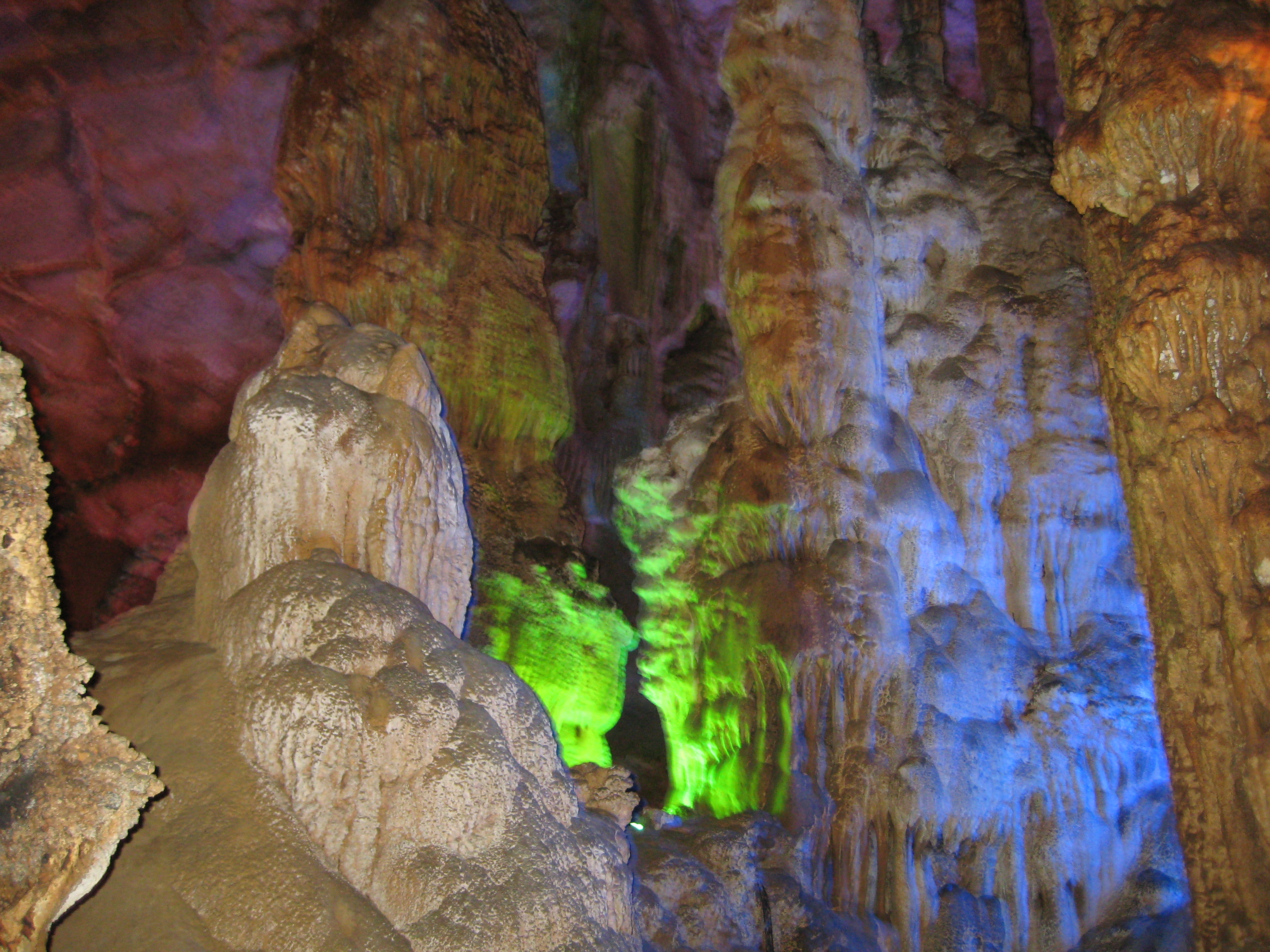
Phong Nha-Ke Bang
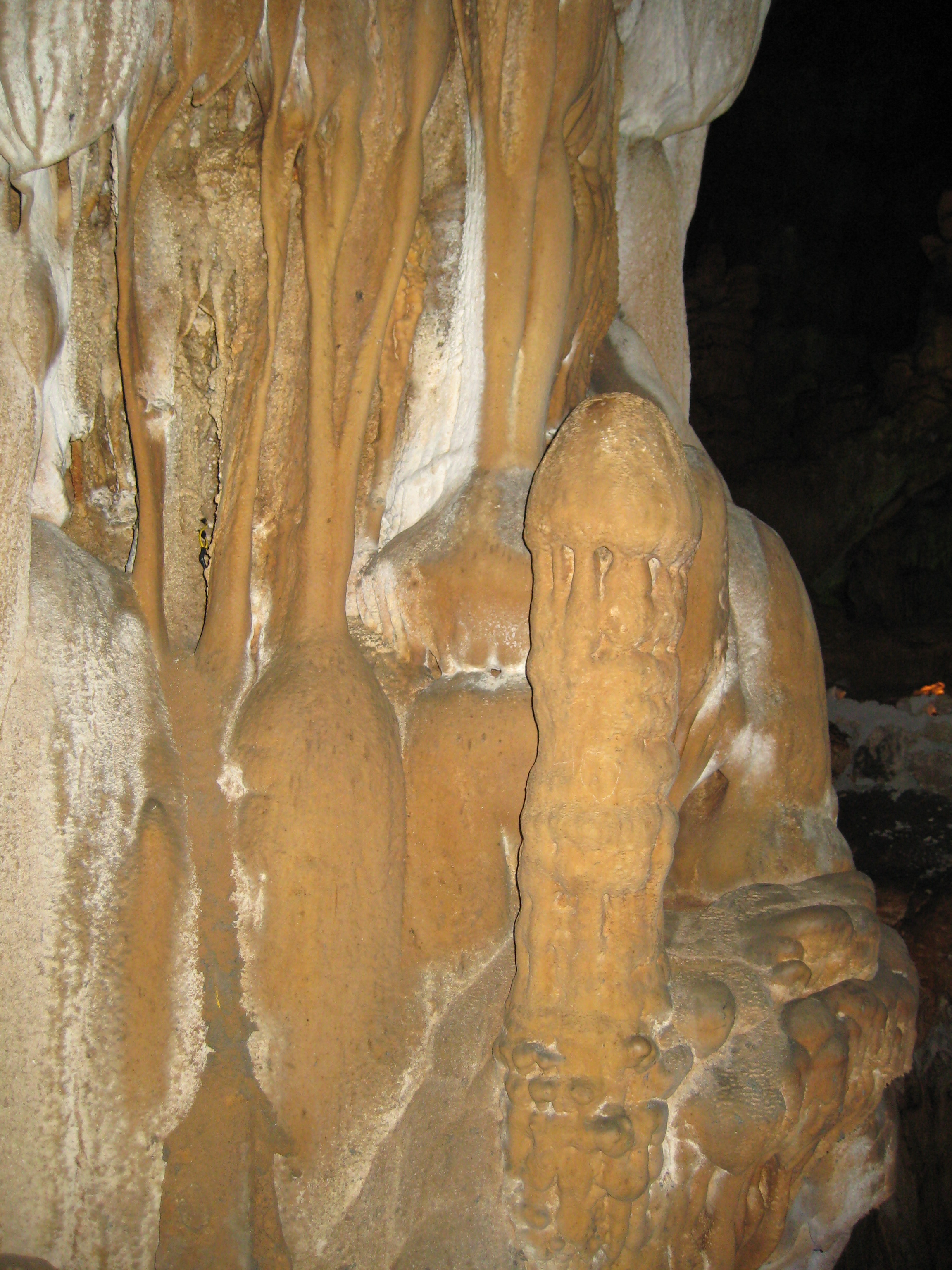
Phong Nha-Ke Bang